# Командний чемпіонат Європи зі спортивної ходьби 2023
Командний чемпіонат Європи зі спортивної ходьби 2023 був проведений 21 травня в чеських Подєбрадах.
Рішення виконавчого комітету Європейської легкоатлетичної асоціації про проведення трьох поспіль (у 2021, 2023 та 2025 роках) першостей (з перейменуванням змагань з «Кубку Європи» на «Командний чемпіонат Європи») було оприлюднено 22 травня 2019.

## Призери

### Чоловіки

#### 20 км
| Першість | Золото                                                                                    | Золото  | Срібло                                                                            | Срібло     | Бронза                                                                            | Бронза     |
| -------- | ----------------------------------------------------------------------------------------- | ------- | --------------------------------------------------------------------------------- | ---------- | --------------------------------------------------------------------------------- | ---------- |
| Особиста | Франческо Фортунато Італія                                                                | 1:18.59 | Персеус Карлстрем Швеція                                                          | 1:19.27 SB | Массімо Стано Італія                                                              | 1:20.07 SB |
| Командна | Італія Франческо Фортунато (1) Массімо Стано (3) Андреа Козі (11) Джанлука Пікйотіно (20) | 15 очок | Іспанія Альберто Амескуа (4) Пол Мак-Грат (5) Дієго Гарсія (7) Альваро Лопес (37) | 16         | Німеччина Нільс Брембах (8) Лео Кепп (13) Карл Юнгханс (24) Йоганнес Френцль (34) | 45         |

#### 35 км
| Першість | Золото                                                                                | Золото     | Срібло                                                                                 | Срібло     | Бронза                                                              | Бронза     |
| -------- | ------------------------------------------------------------------------------------- | ---------- | -------------------------------------------------------------------------------------- | ---------- | ------------------------------------------------------------------- | ---------- |
| Особиста | Альваро Мартін Іспанія                                                                | 2:25.35 NR | Крістофер Лінке Німеччина                                                              | 2:27.05 NR | Мігель Анхель Лопес Іспанія                                         | 2:27.33 SB |
| Командна | Іспанія Альваро Мартін (1) Мігель Анхель Лопес (3) Марк Тур (8) Мануель Бермудес (15) | 12 очок    | Італія Андреа Агрусті (5) Ріккардо Орсоні (6) Стефано К'єза (12) Мікеле Антонеллі (17) | 23         | Німеччина Крістофер Лінке (2) Натаніель Зайлер (7) Карл Деманн (24) | 33         |

#### 10 км(U20)
| Першість | Золото                                                                                | Золото | Срібло                                                                | Срібло   | Бронза                                                                    | Бронза   |
| -------- | ------------------------------------------------------------------------------------- | ------ | --------------------------------------------------------------------- | -------- | ------------------------------------------------------------------------- | -------- |
| Особиста | Дієго Джампаоло Італія                                                                | 42.16  | Гайреттін Їлдіз Туреччина                                             | 42.24 PB | Пабло Родрігес Рохас Іспанія                                              | 42:37 PB |
| Командна | Іспанія Пабло Родрігес Рохас (3) Пабло Постіго Габарро (5) Данієль Морілья Гарсія (6) | 8 очок | Італія Дієго Джампаоло (1) Джузеппе Дізабато (8) Андреа ді Карло (11) | 9        | Німеччина Фредерік Вайгель (4) Джассам Абу ель Вафа (9) Арвід Кокель (16) | 13       |

### Жінки

#### 20 км
| Першість | Золото                                                                                                | Золото  | Срібло                                                                                   | Срібло     | Бронза                                                       | Бронза     |
| -------- | --- | ------- | ---------------------------------------------------------------------------------------- | ---------- | ------------------------------------------------------------ | ---------- |
| Особиста | Антігоні Дрісбіоті Греція                                                                             | 1:29.17 | Антонелла Пальмізано Італія                                                              | 1:29.19 SB | Ана Кабесінья Португалія                                     | 1:29.35 SB |
| Командна | Італія Антонелла Пальмізано (2) Валентина Траплетті (8) Александріна Міхай (11) Елеонора Джорджі (18) | 21 очко | Україна Людмила Оляновська (4) Олена Собчук (5) Ганна Шевчук (16) Софія Криловецька (41) | 25         | Франція Клеманс Беретта (6) Полін Стей (9) Каміль Мутар (22) | 37         |

#### 35 км
| Першість | Золото                                                                               | Золото     | Срібло                                                                                     | Срібло     | Бронза                                                                | Бронза     |
| -------- | ------------------------------------------------------------------------------------ | ---------- | ------------------------------------------------------------------------------------------ | ---------- | --------------------------------------------------------------------- | ---------- |
| Особиста | Марія Перес Іспанія                                                                  | 2:37.15 WR | Ракель Гонсалес Іспанія                                                                    | 2:45.42 SB | Крістіна Монтесінос Іспанія                                           | 2:45.58 PB |
| Командна | Іспанія Марія Перес (1) Ракель Гонсалес (2) Крістіна Монтесінос (3) Паула Хуарес (9) | 6 очок     | Італія Федеріка Кур'яцці (4) Сара Вітьєлло (5) Ніколь Коломбі (16) Лідія Барчелла[a] (DNF) | 25         | Україна Василина Сидорчук (7) Аліна Цвілій (10) Валентина Наявко (13) | 30         |

a  За регламентом змагань спортсмени, які не дістались фінішу, не отримували медалі у командному заліку.

#### 10 км(U20)
| Першість | Золото                                                              | Золото   | Срібло                                                        | Срібло | Бронза                                                    | Бронза |
| -------- | ------------------------------------------------------------------- | -------- | ------------------------------------------------------------- | ------ | --------------------------------------------------------- | ------ |
| Особиста | Джулія Габріеле Італія                                              | 46.42 PB | Айдара Мейлан Іспанія                                         | 47.45  | Ана Делаає Франція                                        | 48.04  |
| Командна | Іспанія Айдара Мейлан (2) Грізельда Серрет (5) Софія Сантакреу (12) | 7 очок   | Італія Джулія Габріеле (1) Джада Трайна (7) Софія Фйоріні (8) | 8      | Франція Ана Делаає (3) Марін Мербітц (17) Агат Мілле (24) | 20     |

## Виступ українців
Склад збірної України для участі в чемпіонаті був затверджений Федерацією легкої атлетики України.
За підсумками чемпіонату збірна України стала володарем двох нагород у командному заліку — срібла у жіночій ходьбі на 20 км та бронзи у жіночій ходьбі на 35 км. В індивідуальному заліку найвищим місцем серед усіх українських ходоків стала 4 позиція Людмили Оляновської у ходьбі на 20 км.

### Чоловіки
| Місце | Атлет                                 | Результат  |
| ----- | ------------------------------------- | ---------- |
| 14    | Мар'ян Закальницький Донецька область | 1:24.27 SB |
| 15    | Сергій Світличний Сумська область     | 1:24.28 SB |
| 30    | Микола Рущак Сумська область          | 1:28.52    |
| 35    | Віктор Шумік Волинська область        | 1:31.36    |

| Місце | Атлет                                     | Результат  |
| ----- | ----------------------------------------- | ---------- |
| 9     | Ігор Главан Сумська область               | 2:32.50 SB |
| 13    | Іван Банзерук Волинська область           | 2:34.52 SB |
| 14    | Валерій Літанюк Івано-Франківська область | 2:35.46 SB |
| 21    | Антон Радько Сумська область              | 2:42.02    |

| Місце | Атлет                               | Результат |
| ----- | ----------------------------------- | --------- |
| 17    | Едуард Муравський Волинська область | 46.19     |
| 23    | Едуард Кравченко Сумська область    | 47.36     |
| 24    | Роман Горбачов Хмельницька область  | 47.54     |

### Жінки
| Місце | Атлетка                                | Результат  |
| ----- | -------------------------------------- | ---------- |
| 4     | Людмила Оляновська Київська область    | 1:29.58 SB |
| 5     | Олена Собчук Волинська область         | 1:30.48 SB |
| 16    | Ганна Шевчук Івано-Франківська область | 1:34.25 SB |
| 41    | Софія Криловецька Сумська область      | 1:52.13    |

| Місце | Атлетка                             | Результат  |
| ----- | ----------------------------------- | ---------- |
| 7     | Василина Сидорчук Волинська область | 2:54.35 PB |
| 10    | Аліна Цвілій Київська область       | 2:55.39 PB |
| 13    | Валентина Наявко Волинська область  | 2:59.45 SB |
|       | Тамара Гаврилюк Житомирська область | [b]        |

| Місце | Атлетка                               | Результат |
| ----- | ------------------------------------- | --------- |
| 6     | Валерія Шоломіцька Волинська область  | 48.39 SB  |
| 22    | Оксана Лук'янович Волинська область   | 51.59     |
| 29    | Юлія Луцька Івано-Франківська область | 54.09     |

## Медальний залік
За регламентом змагань, крім особистих медалей спортсменів, до медального заліку включалися нагороди, отримані країнами за підсумками командного заліку в межах кожної дисципліни.
| Місце               | Країна              | Золото | Срібло | Бронза | Загалом |
| ------------------- | ------------------- | ------ | ------ | ------ | ------- |
| 1                   | Іспанія             | 6      | 3      | 3      | 12      |
| 2                   | Італія              | 5      | 5      | 1      | 11      |
| 3                   | Греція              | 1      | 0      | 0      | 1       |
| 4                   | Німеччина           | 0      | 1      | 3      | 4       |
| 5                   | Україна             | 0      | 1      | 1      | 2       |
| 6                   | Туреччина           | 0      | 1      | 0      | 1       |
| 6                   | Швеція              | 0      | 1      | 0      | 1       |
| 8                   | Франція             | 0      | 0      | 3      | 3       |
| 9                   | Португалія          | 0      | 0      | 1      | 1       |
| Загалом (9 збірних) | Загалом (9 збірних) | 12     | 12     | 12     | 36      |